# 周奭 (崇禎進士)
周奭（1611年—？），號肇峨，直隸淮安府山陽縣人，軍籍，明朝政治人物。

## 生平
崇禎三年（1630年）庚午科應天鄉試第六十五名舉人，十六年（1643年）中式癸未科會試第五十五名，二甲第二十七名進士。刑部觀政，授戶部陝西司主事。

## 家族
曾祖周表，貴州副總兵；祖父周一夔，薊鎮參將；父周文郁。